# Eike von Savigny
Eike von Savigny (* 10. Februar 1941 in Berlin) ist ein deutscher Philosoph und vor allem durch seine wissenschaftlichen Arbeiten in den Bereichen Philosophie und Sprache, aber auch durch juristische Publikationen bekannt geworden.

## Leben
Eike von Savigny – ein Nachfahre des Rechtsgelehrten des 19. Jahrhunderts Friedrich Carl von Savigny (1779–1861) – ist eines von sieben Kindern des Juristen Friedrich Carl von Savigny (1903–1944) und dessen Ehefrau Amai. Nach dem Abitur im Jahre 1960 begann Savigny ein Studium der Fächer Jura, Philosophie, Alte Geschichte und Ältere Germanistik an der Universität München (zwischenzeitlich auch an der Universität Besançon). Dort zählte von Savigny zum engeren Kreis von Studenten um Wolfgang Stegmüller. Er promovierte 1965 mit einer Dissertation zum Thema Der empirische Charakter des deutschen Strafrechts (veröffentlicht 1967), seine Habilitation im Fach Philosophie erfolgte 1970 an der Universität München, wobei er sein 1969 veröffentlichtes Werk Die Philosophie der normalen Sprache zugrunde legte. Inspiriert wurde er dabei vor allem durch die Ordinary Language Philosophie und hierbei u. a. von Gilbert Ryle. Von Savigny erhielt mehrere Gastprofessuren (1971/1972 in Trier: Logik und Wissenschaftstheorie; 1975 in Salzburg: Philosophie und Sprachwissenschaft). In den Jahren 1970–1975 war er Mitglied des Planungsausschusses der Universität München, 1973–1979 Mitglied des Senats der Deutschen Forschungsgemeinschaft sowie 1975–1980 Mitglied des Deutschen Wissenschaftsrates. Von 1981 bis 1984 war er Mitglied des Senats der Universität Bielefeld, wobei er von 1982 bis 1983 Dekan der Fakultät für Geschichtswissenschaft und Philosophie der Universität Bielefeld war. 1977 wurde er auf den Lehrstuhl für Philosophie in Bielefeld berufen und war in den folgenden Jahren prägend für den qualitativen Standard der dortigen Philosophie-Abteilung. Im akademischen Jahr 1988/1989 war er Fellow am Wissenschaftskolleg zu Berlin. Savigny war gewählter Fachgutachter der Deutschen Forschungsgemeinschaft für Systematische Philosophie von 1992 bis 2000 sowie Vorsitzender des Ausschusses für Systematische Philosophie in den Jahren 1996 bis 2000. 2006 wurde er emeritiert.
Eike von Savigny ist seit 1965 verheiratet. Der Ehe entstammen zwei Kinder.

## Werk
Während zunächst in den Werken Savignys noch Fragen des Strafrechts im Mittelpunkt standen, wandte er sich bald, von der Philosophie Wittgensteins beeinflusst, den Fragen der Sprachlogik und der philosophischen Hintergründe sprachlicher Aussagen, Definitionen und Bedeutungen zu. Damit ist er der von Wittgenstein begründeten Analytischen Philosophie zuzurechnen. Zuletzt verfasste er vor allem Artikel über Wittgensteins Spätphilosophie. Savigny hegte besonderes Interesse an einer guten Lehre und gründete das virtuelle Lehrbuchnetz.

## Veröffentlichungen (Auswahl)
- Die Philosophie der normalen Sprache. 1969
- Analytische Philosophie. 1970
- Fachsprache – Umgangssprache. 1975
- Probleme der sprachlichen Bedeutung. 1976
- Die Signalsprache der Autofahrer. Dtv, München 1980, ISBN 3-423-04358-X
- Zum Begriff der Sprache. 1983
- Grundkurs im wissenschaftlichen Definieren, 2. Aufl. München 1971
- Grundkurs im logischen Schließen. Übungen zum Selbststudium, 2. verbesserte Auflage. Vandenhoeck und Ruprecht, Göttingen 1984, ISBN 3-525-33502-4
- Wittgensteins „Philosophische Untersuchungen“. 2 Bände. 1988/1989
- Der Mensch als Mitmensch. 1996